# Sayed Dhiya Saeed
Sayed Dhiya Saeed (Al Muharraq, Baréin, 17 de julio de 1992) es un futbolista bareiní que juega como lateral izquierdo en el Al-Khaldiya SC de la Liga Premier de Baréin.

## Clubes
| Club           | País   | Año       |
| -------------- | ------ | --------- |
| Muharraq Club  | Baréin | 2010-2014 |
| Riffa Club     | Baréin | 2014-2018 |
| Al Nasr S.C    | Kuwait | 2018-2021 |
| Al-Khaldiya SC | Baréin | 2021-Act. |

## Selección nacional
Realizó su debut con la selección de Baréin el 6 de septiembre de 2011 contra la selección de Indonesia por la Clasificación Mundial 2014, al minuto 45, Sayed puso su primera anotación del compromiso, el partido finalizó con victoria 0-2. Ha jugado más de 100 partidos con la selección nacional y ha anotado siete goles desde su debut. Participó en los Juegos Asiáticos de 2010 y en dos ediciones de la Copa Asiática.

## Palmarés
- Liga Premier de Baréin (2): 2010-11, 2022-23
- Copa del Rey de Baréin (4): 2011, 2012, 2013, 2022
- Supercopa de Baréin (2): 2013, 2022
- Copa de Clubes Campeones del Golfo (1): 2012

## Estadísticas

### Goles con la selección nacional
| Gol | Fecha     | Sede                                            | Rival     | Marcador | Resultado | Torneo                                               |
| --- | --------- | ----------------------------------------------- | --------- | -------- | --------- | ---------------------------------------------------- |
| 1.  | 6-9-2011  | Gelora Bung Karno Stadium, Yakarta, Indonesia   | Indonesia | 1–0      | 2–0       | Clasificación para la Copa Mundial de Fútbol de 2014 |
| 2.  | 29-2-2012 | Bahrain National Stadium, Riffa, Baréin         | Indonesia | 6–0      | 10–0      | Clasificación para la Copa Mundial de Fútbol de 2014 |
| 3.  | 29-2-2012 | Bahrain National Stadium, Riffa, Baréin         | Indonesia | 9–0      | 10–0      | Clasificación para la Copa Mundial de Fútbol de 2014 |
| 4.  | 29-2-2012 | Bahrain National Stadium, Riffa, Baréin         | Indonesia | 10–0     | 10–0      | Clasificación para la Copa Mundial de Fútbol de 2014 |
| 5.  | 19-1-2015 | Stadium Australia, Sídney, Australia            | Catar     | 1–0      | 2–1       | Clasificación para la Copa Asiática 2015             |
| 6.  | 23-5-2021 | Metalist Oblast Sports Complex, Járkov, Ucrania | Ucrania   | 1–0      | 1–1       | Amistoso                                             |
| 7.  | 15-6-2021 | Bahrain National Stadium, Riffa, Baréin         | Hong Kong | 1–0      | 4–0       | Clasificación para la Copa Mundial de Fútbol de 2022 |